# Stoltebüll
Stoltebüll (dänisch: Stoltebøl) ist eine Gemeinde im Kreis Schleswig-Flensburg in Schleswig-Holstein.

## Geografie
Stoltebüll liegt im Osten Angelns, etwa zehn Kilometer von der Ostsee entfernt, in einer abwechslungsreichen hügeligen Landschaft mit Höhen bis zu 57 m über NN. Die Landschaft ist geprägt von Knicks, den landschaftstypischen Wallhecken, von Feldern, Wiesen und kleinen Wäldern. Die Siedlungsstruktur ist geprägt durch kleine Ortsteile und eine Vielzahl verstreut stehender Höfe und Wohnhäuser. Das größte Waldgebiet ist das Drülter Holz. Das Waldgebiet ist fast deckungsgleich mit dem NATURA-2000-Schutzgebiet FFH-Gebiet Drülter Holz.
Neben Stoltebüll liegen Gulde-Schörderup (Gulde-Skørdrup), Vogelsang (Fuglsang) und Wittkiel (Hvidkilde), die bis 1970 eigenständige Gemeinden waren, im Gemeindegebiet.
Weitere Ortsteile sind Belgrad, Dammstedtfeld (Damstedmark), Deckerkate (Tækkerhuset), Drült (Drølt), Guldeholz (Guldeholt), Levshöh (Levshøj), Marschall (Markskel zusammengesetzt aus mark und skel≈Feldgrenze), Schrepperie (Skræpperyde, auch Skræppery nach skræppe≈Ampfer), Spannbrück (Spanbro), Stenneshöh (Stenneshøj), Stoltebülldamm, Stoltebüllheck (Stoltebølhegn), Stoltebüllholz (Stoltebølholt), Sünnerschau (Sønderskov), Vogelsangfeld, Vogelsangholz (Fuglsangholt), Vogelsangwiese und Wittkielhof (Hvidkildegaard).

## Geschichte
Hünengräber im Gemeindegebiet zeugen von einer Besiedlung, die bis in die Jungsteinzeit zurückreicht.
Die Orte Drült, Schörderup und Stoltebüll wurden 1394 erstmals erwähnt, als sie als Hochzeitsgeschenk an das Gut Rundhof, das heute zu Stangheck gehört, übergeben wurden. Gulde wurde 1497 erstmals erwähnt.
Der Ortsname Stoltebüll geht auf dän. -bøl für eine Siedlung und stolt zurück und bedeutet etwa Siedlung des Stolte(n). Der Ortsname Schörderup geht auf thorp und entweder auf dän. skyr (altnordisch: skor) für einen Einschnitt zurück, was hier einen am Dorf vorbeifließenden Bach meint oder auf einen Beinamen zu altdänisch skyrth für Deich, Damm von Stöcken oder älter Ernte Möglich ist auch eine Erklärung zu altn. skȳra  für bestimmen, erklären. Der Ort Wittkiel (Hvidkilde) fand erstmals 1357 schriftliche Erwähnung. Der Ortsname ist eine Zusammensetzung aus dän. kilde für eine Wasserquelle und entweder dän. hvid (≈weiß) oder ved (altdän. with, altnord. viðr) für Wald. Der Ortsname bezeichnet somit entweder eine weiße Quelle oder eine Quelle am/im Wald. Der Name Schrepperie (dän. Skræppery(de)) geht auf dän. skræppe für Ampfer und -ryde für eine Rodung zurück. Drült ist ein schwer zu deutender Ortsname, der evtl. auf altn. drȳgja (dän. drøj) für etwa lang andauernd zurückgeht. Möglich ist auch eine Zusammenziehung von Dyrholt (≈ Tierwald).
Bis zum Deutsch-Dänischen Krieg 1864 gehörte der Ort zum Kirchspiel Toestrup (Tøstrup Sogn) in der Schliesharde im Herzogtum Schleswig (≈ Sønderjylland).

### Thingplatz in Gulde
Der historische Thingplatz in Gulde trägt den Namen Guly-Thing. Er wurde von der Gemeinde 2003 etwas abseits der historischen Stelle rekonstruiert. Es handelt sich um einen Steinkreis aus Findlingen. Das Dorfthing regelte die Gerichtsbarkeit und alle Streitfragen in dem Ort. Dieses Dorfthing bestand bis ins 19. Jahrhundert.

### Gut Drült
Das Gut wurde 1397 als Trölegaard zum ersten Mal namentlich erwähnt. Das klassizistische Herrenhaus des in weitläufigen Waldgebieten gelegenen Guts wurde nach einem Brand durch Blitzschlag um 1800 in einem englischen Landschaftsgarten neu errichtet. Es enthält eine große, über die Jahrhunderte gesammelte Bibliothek. 

Sehenswürdigkeiten
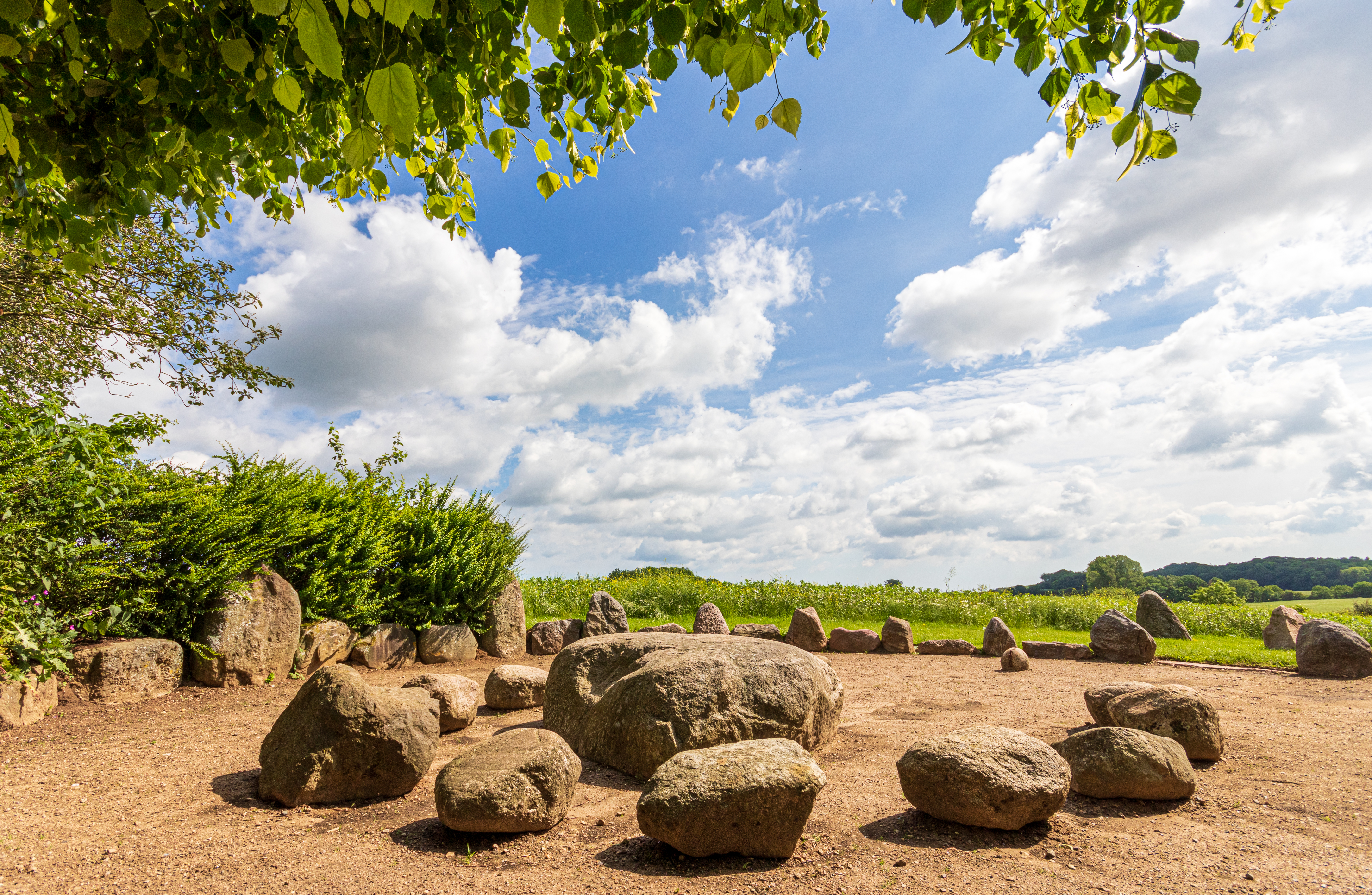
Der Thingplatz in Gulde
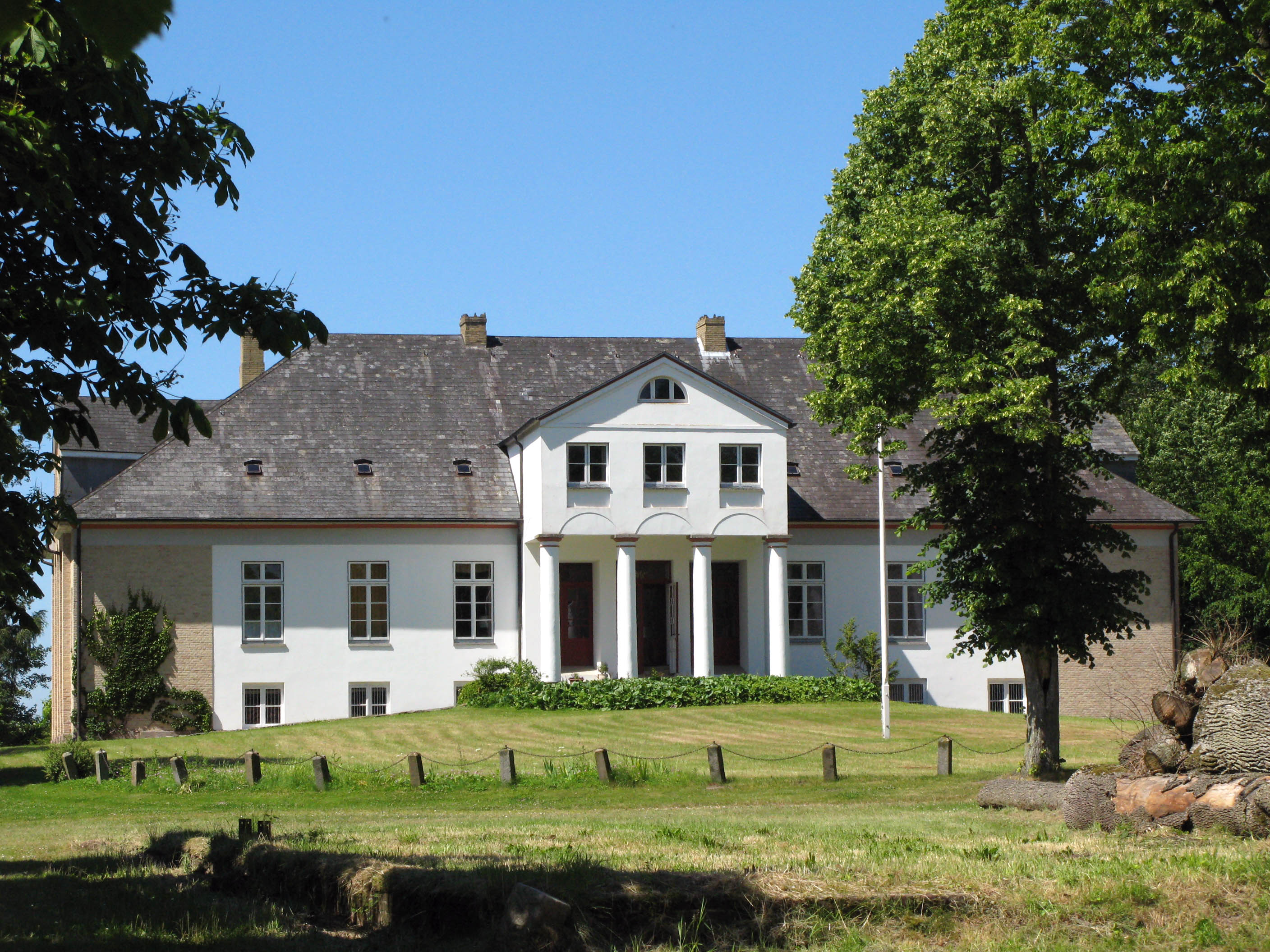
Gut Drült, Herrenhaus
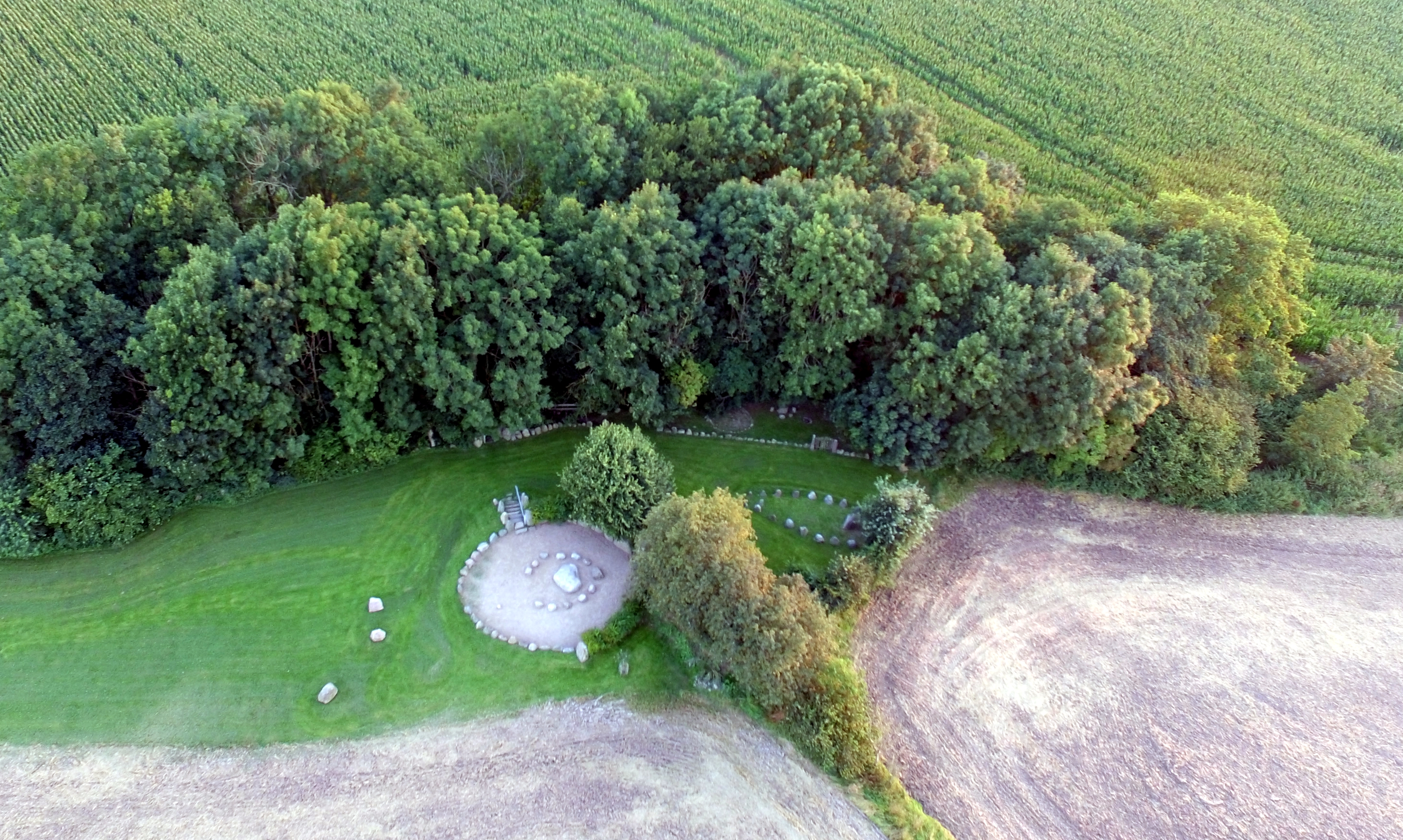
Der Thingplatz in Gulde, Luftaufnahme

## Politik

### Gemeindevertretung
Bei der Kommunalwahl am 14. Mai 2023 wurden insgesamt neun Sitze vergeben. Von diesen erhielt die Kommunale Wählergemeinschaft Stoltebüll vier Sitze, die Wählergemeinschaft Aktiv für Stoltebüll drei Sitze und die Grünen zwei Sitze.

### Bürgermeister
Bürgermeister ist Claus Messer aus dem Ortsteil Vogelsang.

### Wappen
Blasonierung: „Von Silber und Grün schräglinks geteilt. Oben ein Lindenblatt mit einem Samenstand, unten eine schräglinks mit dem Blatt nach außen gestellte Sense, beide Figuren in verwechselten Farben.“

## Wirtschaft
Stoltebüll ist vor allem landwirtschaftlich geprägt. Im südlichen Bereich der Gemeinde befinden sich Windkraftanlagen. Im Ortsteil Stenneshöh wurde 2007 eine Biogasanlage zur Erzeugung von Strom gebaut. Zudem sind in der Gemeinde zwei IT-Firmen ansässig.

## Sehenswürdigkeiten
In der Liste der Kulturdenkmale in Stoltebüll stehen die in der Denkmalliste des Landes Schleswig-Holstein eingetragenen Kulturdenkmale.

## Persönlichkeiten
- Friedrich Henning Adolf von Rumohr (1790–1833) auf Drült, Landrat in Schleswig und Holstein, Amtmann des Amtes Hütten
- Friedrich Johannsen  (1897–1983), Erfinder des Krupp-Rennverfahrens
- Henning von Rumohr (1904–1984) auf Drült, Verwaltungsbeamter und Schriftsteller